# Tavola dei ranghi della Russia imperiale

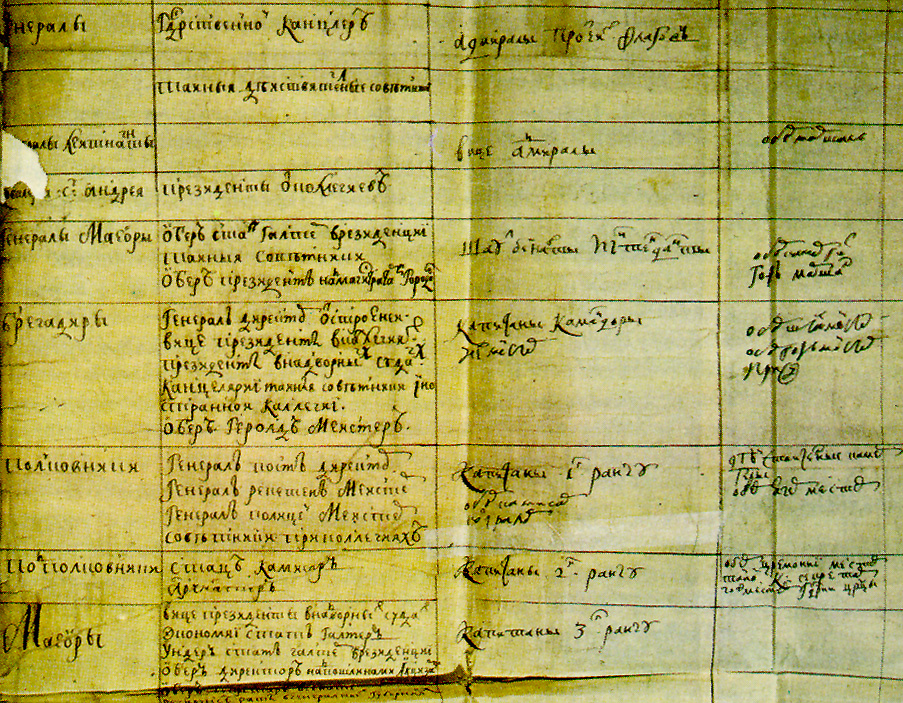
Tavola dei ranghi

La tavola dei ranghi della Russia imperiale (in russo Табель о рангах?, Tabel' o rangach) era un elenco formale delle posizioni e dei gradi nell'esercito, nel governo e nella corte imperiale russa, introdotta da Pietro il Grande il 13 gennaio 1722.

## Origine della tavola

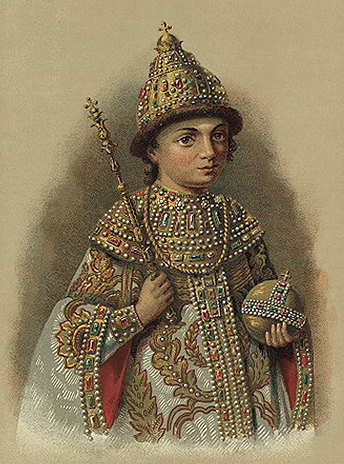
Pietro I ritratto come giovanissimo zar

La tavola stabiliva la posizione e lo status di ciascun funzionario in funzione del proprio ruolo nel servizio dello zar, ponendo in secondo piano, così, nascita o anzianità. Essa classificava ogni posto nelle diverse amministrazioni in quattordici ranghi numerati.
I gradi da 1 a 5 erano questione di pertinenza diretta dello zar.
Pur avendo avuto archetipi in epoca precedente, nella sua forma matura, la tavola venne imposta dallo zar Pietro il Grande, il quale descrisse addirittura 262 posizioni civili e militari (molte per la prima volta introdotte), nel suo titanico sforzo per normalizzare l'allora esistente (e piuttosto autonoma, dunque ribelle) nobiltà ereditaria dei boiardi.

## I titoli ordinari: la tavola
A determinati livelli erano collegati specificati minimi livelli di nobiltà: cosicché i borghesi che si qualificavano per un dato rango venivano automaticamente nobilitati. Ad esempio:
- un funzionario promosso al 9° rango riceveva il titolo di dvorjanstvo (дворянство in russo), un appellativo di status, che in italiano potremmo tradurre esclusivamente come "nobile", in contrapposizione a "non nobile" o "borghese".
- un funzionario civile promosso all'8° rango riceveva l'ereditarietà del proprio titolo.
- un funzionario militare riceveva l'ereditarietà del proprio titolo già se promosso al 14° rango

Alla lunga, tale sistema produsse, naturalmente, una proverbiale inflazione di nobili. Tanto che Alessandro II, già nel proprio primo anno di regno, il 1856, modificò la tavola, concedendo l'ereditarietà dal 4º grado per i funzionari civili e dal 6º grado per i funzionari militari.
Ad esempio, il padre di Lenin, funzionario civile impegnato nell'amministrazione dell'educazione, fece una notevole carriera, giungendo al rango di consigliere di stato, ciò che gli permise di ottenere il privilegio della nobilità ereditaria.
Lo stesso Lenin, comunque, prese parte alla rivoluzione del 1917 che la abolì.

## I titoli ad personam: la svita
Fuori dalla tavola restavano i titoli cosiddetti svita, dall'acronimo di Seguito di Sua Maestà Imperiale o Seguito S.M.I. (Свита Его Императорского Величества, Е.И.В. Свита in russo).
Si trattava di un limitato gruppo di nobili di corte, al servizio personale dello zar. Essi venivano usualmente gratificati del titolo onorario di aiutante. Ma tale elevazione di rango era di esclusivo appannaggio dello zar e non faceva riferimento ad alcun rango della tavola.
Purtuttavia, dal momento che si trattava, normalmente, di ufficiali dell'esercito o della guardia, capitava quasi sempre che al titolo di aiutante si accoppiasse un grado regolato nella formalità della tavola.
- Così la zarina Anna fu la prima ad assegnare il titolo di aiutante generale al proprio consigliere militare, una persona già collocata nel rango formale di генерал-поручик (general-poručik, tenente generale) della tavola.
- Ugualmente, dal 1775, lo zar Paolo gratificò un gruppo degli ufficiali della propria guardia, del titolo di fligel'-adjutant (флигель-адьютант, aiutante di campo).
- Nel 1827 lo zar Nicola I istituì formalmente la svita (pur non inserendola nella tavola) e introdusse il titolo di maggior generale della svita.
- Nel 1841, infine, lo stesso Nicola I creò lo speciale titolo di aiutante generale della persona dell'imperatore.

## Appellativi
Le prime cinque classi di rango costituivano titoli illustri, che venivano anteposti al cognome (oppure al nome, al nome patronimico e al cognome) della persona di cui si parlava o che si doveva presentare in quel momento. Per tutte le altre classi, invece, ci si doveva rivolgere con diversi "titoli reverenziali" a seconda del titolo nobiliare o del grado ricoperto nella gerarchia civile e militare.
- Ваше высоко-превосходительство (vaše vysoko-prevoschodìtel'stvo) cioè "vostra alta eccellenza", per la I e la II classe di rango
- Ваше превосходительство (vaše prevoschodìtel'stvo) ovvero "vostra eccellenza", per la III e la IV classe
- Ваше высокородие (vaše vysokorodie), letteralmente "vostra alta-discendenza", ma tradotto in italiano con "vostra illustre nobiltà", per la V classe
- Ваше высоко-благородие (vaše vysoko-blagorodie) cioè "vostra alta nobiltà", per la VI, VII e VIII classe
- Ваше благородие (vaše blagorodie) semplicemente "vostra nobiltà", per le classi dalla IX alla XIV

## Tabella
| Ranghi | militari terrestri                                                 | militari navali                                     | Fanti e Artiglieria da Marina                                      | civili del 1722                    | civili riformati               |
| ------ | ------------------------------------------------------------------ | --------------------------------------------------- | ------------------------------------------------------------------ | ---------------------------------- | ------------------------------ |
| I      | Generalissimo Generale feldmaresciallo                             | Generale ammiraglio                                 | -                                                                  | Cancelliere                        | Cancelliere                    |
| II     | Generale artiglieria Generale di cavalleria Generale di fanteria   | Ammiraglio                                          | Generale                                                           | Consigliere della corona in carica | Consigliere segreto effettivo  |
| III    | Tenente generale                                                   | Vice ammiraglio                                     | Tenente generale                                                   | Consigliere della corona           | Consigliere segreto            |
| IV     | Maggior generale Generale di divisione                             | Contrammiraglio                                     | Maggior generale                                                   | Consigliere di stato in carica     | Consigliere effettivo di stato |
| V      | Generale di brigata                                                | Commodoro                                           | Brigadiere                                                         | Consigliere di stato               | Consigliere di stato           |
| VI     | Colonnello                                                         | Capitano di vascello                                | Colonnello                                                         | Consigliere di collegio            | Consigliere di collegio        |
| VII    | Tenente colonnello                                                 | Sottocapitano                                       | Tenente colonnello                                                 | Consigliere di corte               | Consigliere di corte           |
| VIII   | Maggiore (da 1827) Primo maggiore, secondo maggiore (fino al 1827) | Capitano di corvetta Terzo capitano di artiglieria  | Maggiore (da 1827) Primo maggiore, segondo maggiore (fino al 1827) | Assessore di collegio              | Assessore di collegio          |
| IX     | Primo capitano Primo capitano di cavalleria                        | Tenente di vascello Tenente capitano di artiglieria | Primo capitano                                                     | Consigliere titolare               | Consigliere titolare           |
| X      | Capitano Capitano di cavalleria                                    | Tenente di fregata                                  | Capitano                                                           | Segretario di collegio             | Segretario di collegio         |
| XI     | –                                                                  | Tenente di corvetta                                 | -                                                                  | Segretario di stato                | unificato col XII              |
| XII    | Tenente                                                            | Cadetto di marina                                   | Tenente                                                            | Segretario di gubernija            | Segretario di gubernija        |
| XIII   | Sottotenente Cornetta                                              | Artigliere                                          | Sottotenente                                                       | Cancelliere di stato               | –                              |
| XIV    | Portabandiera                                                      | –                                                   | Portabandiera                                                      | Cancelliere di collegio            | Registratore di collegio       |